# Lacroix-sur-Meuse
Lacroix-sur-Meuse ist eine französische Gemeinde mit 649 Einwohnern (Stand 1. Januar 2022) im Département Meuse in der Region Grand Est (bis 2015 Lothringen); sie gehört zum Arrondissement Commercy und zum Gemeindeverband Communauté de communes du Sammiellois. Die Bewohner nennen sich Lacruxiens/Lacruxiennes.

## Geografie
Lacroix-sur-Meuse liegt rund 51 Kilometer südwestlich der Stadt Metz im Zentrum des Départements Meuse. Verkehrstechnisch befindet sich die Gemeinde fernab von Autobahnen an der D964. Der Ort liegt am Bach Ruisseau des Ormes östlich des Canal de la Meuse. Die Maas bildet teilweise die Westgrenze der Gemeinde, die weitflächig bewaldet ist. 

## Geschichte
Funde aus der Eisenzeit belegen eine frühe Besiedlung. Weitere Funde aus gallo-römischer und fränkischer Zeit sind Belege für eine dauerhafte Besiedlung seit der Frühzeit. 
Lacroix-sur-Meuse gehörte im Mittelalter und der Neuzeit zur Bailliage de Saint-Mihiel innerhalb des Barrois und hatte Verwalter aus verschiedenen Adelsfamilien. Im Jahr  1792 wurde das Schloss zerstört. 
Lacroix-sur-Meuse gehörte von 1793 bis 1801 zum District Saint Mihiel. Zudem von 1793 bis 1801 Hauptort des Kantons Lacroix und gehört seit 1801 zum Kanton Saint-Mihiel. Die Gemeinde ist seit 1801 dem Arrondissement Commercy zugeteilt. 
Im Ersten Weltkrieg wurde der Ort durch Kriegshandlungen weitgehend zerstört. 

### Bevölkerungsentwicklung
| Jahr                       | 1962 | 1968 | 1975 | 1982 | 1990 | 1999 | 2006 | 2019 |
| Einwohner                  | 540  | 537  | 593  | 599  | 608  | 599  | 684  | 712  |
| Quellen: Cassini und INSEE |      |      |      |      |      |      |      |      |

## Sehenswürdigkeiten
- Kirche Saint-Jean-Baptiste aus dem 19. Jahrhundert
- Kapelle Notre-Dame-des-Bons-Malades aus dem Jahr 1864
- mehrere Brunnen, darunter La Grande Fontaine
- Denkmal für die Gefallenen[1]
- Militärfriedhof an der D109 Richtung Seuzey[2]
- Lavoir (Waschhaus)
- mehrere Wegkreuze

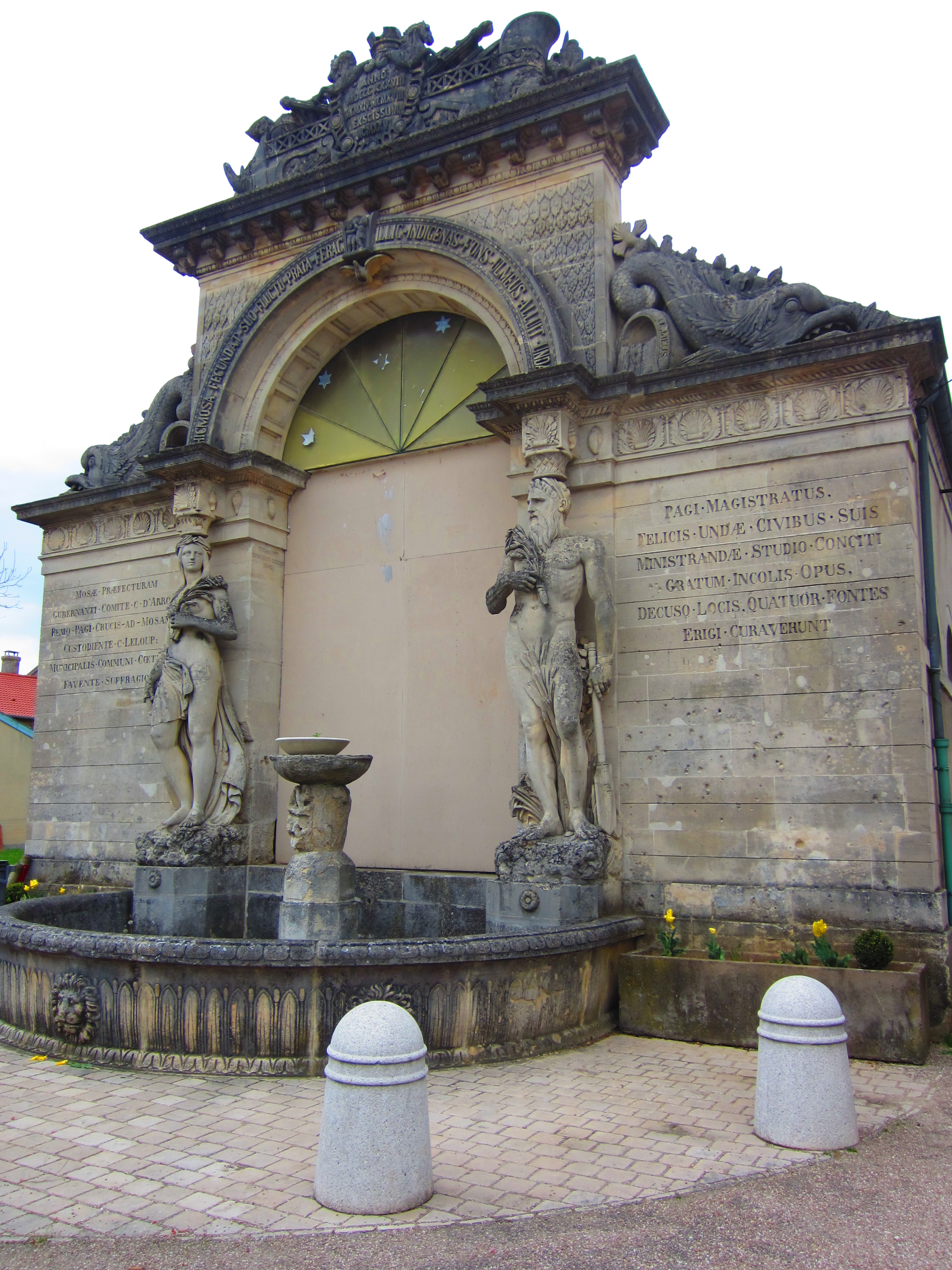
Dorfbrunnen La Grande Fontaine
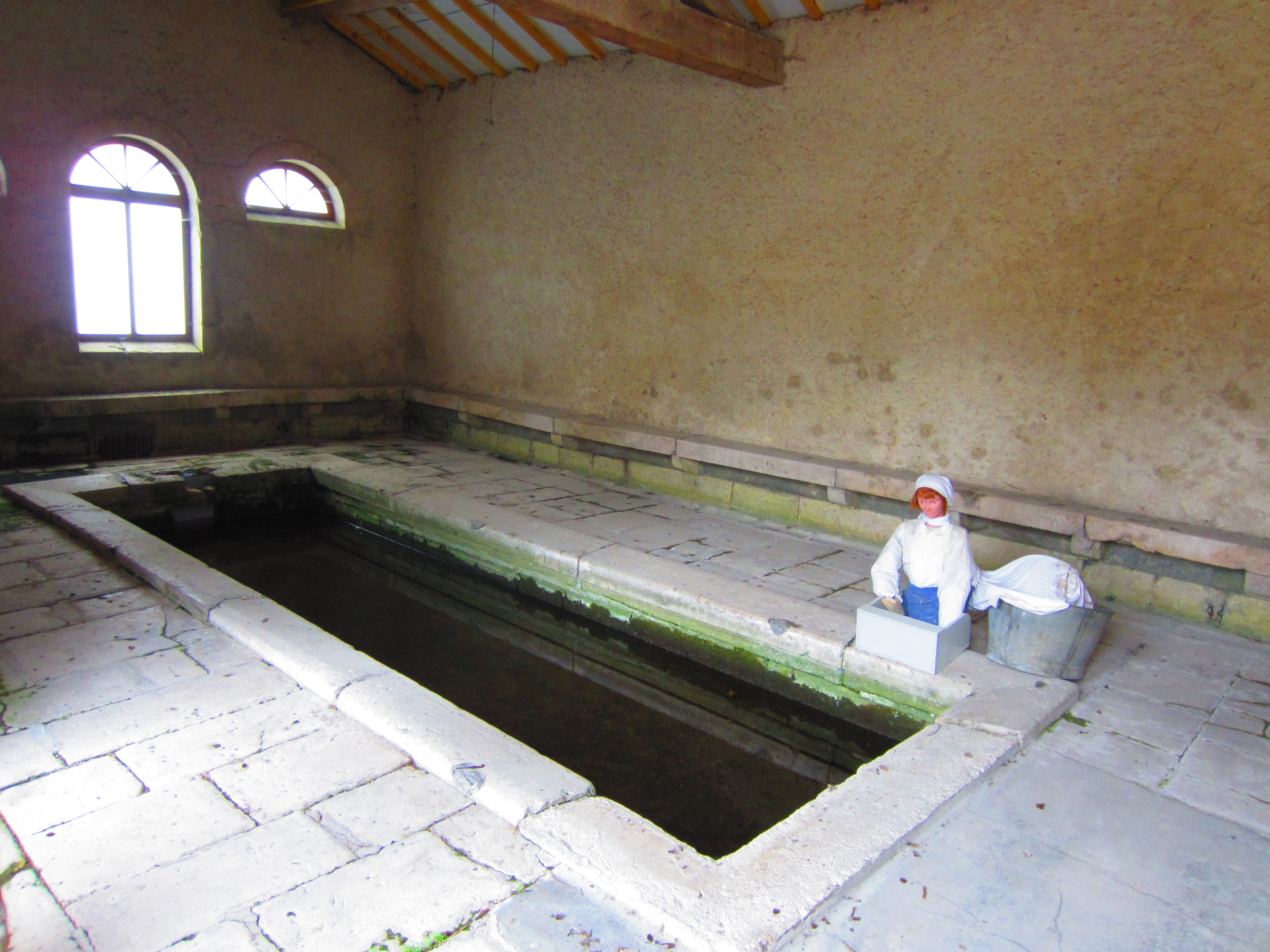
Lavoir (Waschhaus)
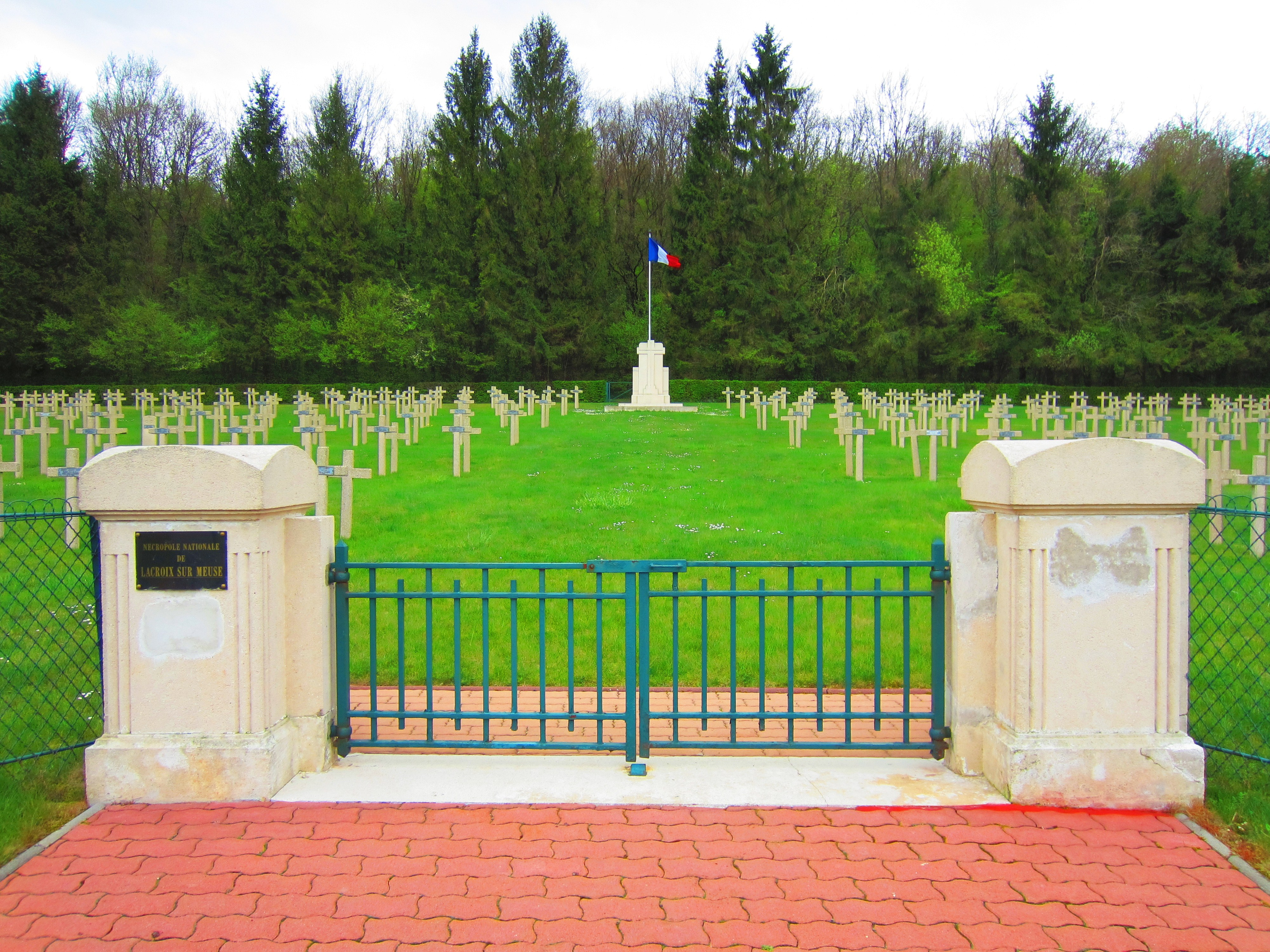
Militärfriedhof
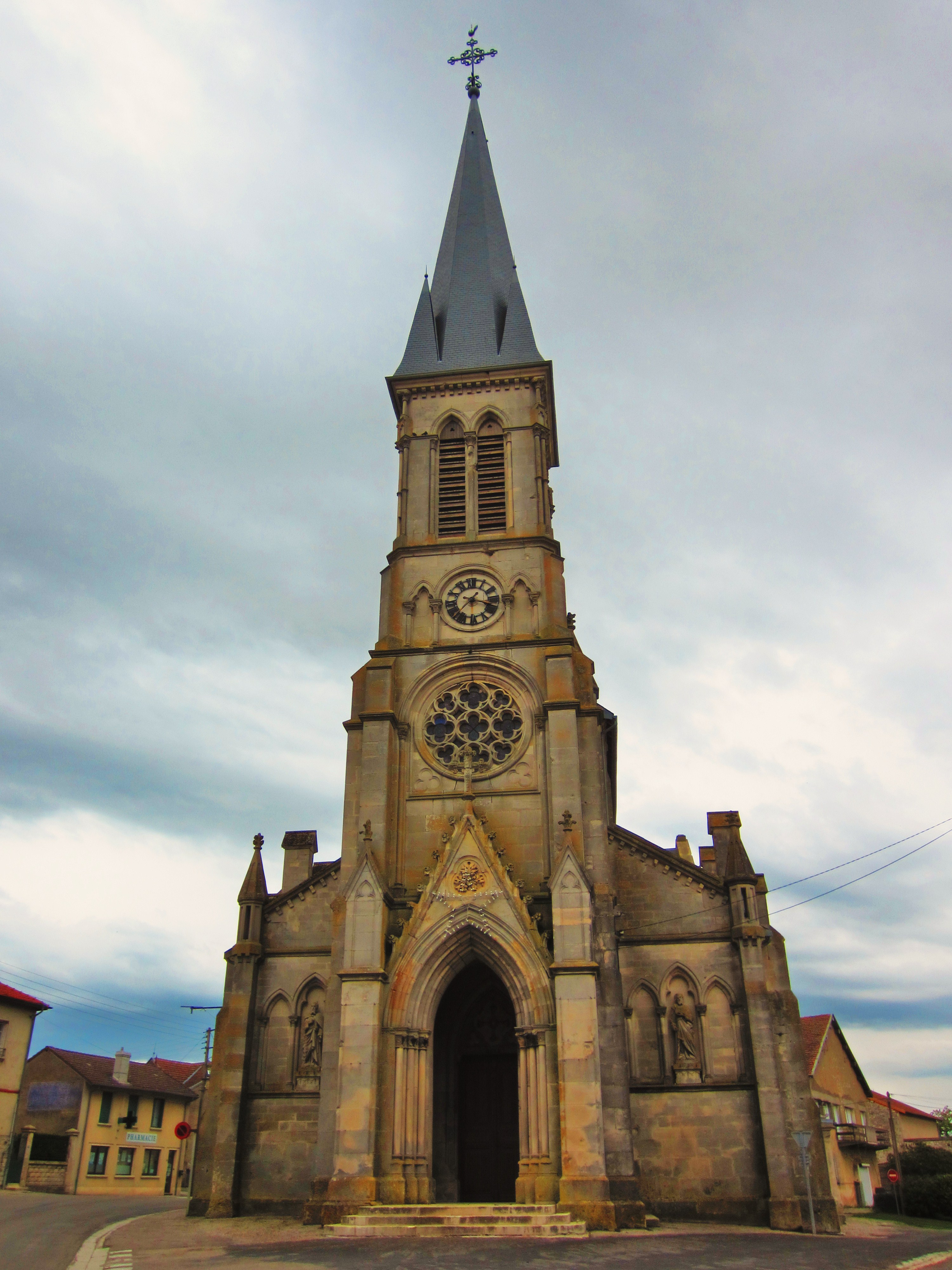
Dorfkirche Saint-Jean-Baptiste
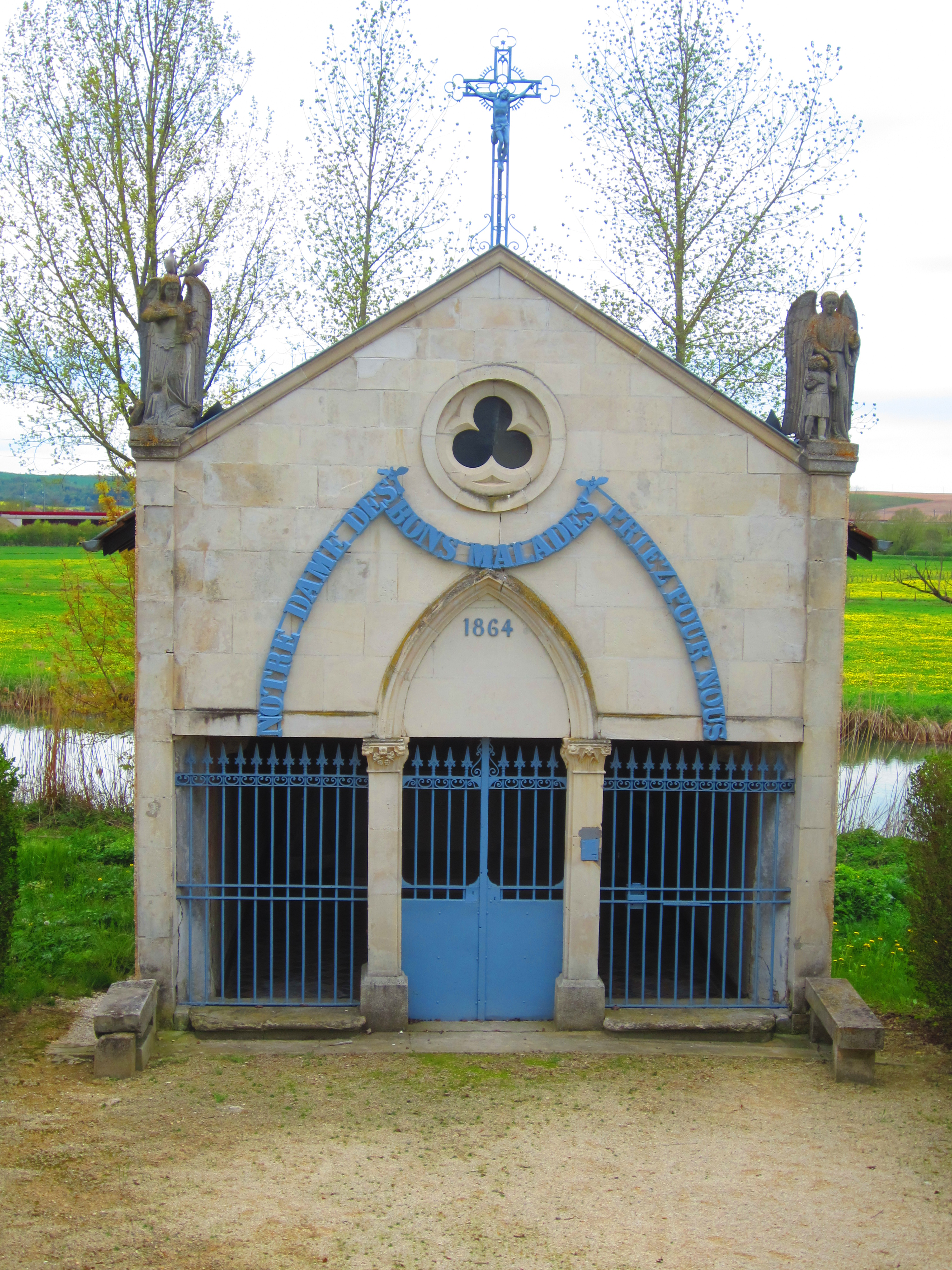
Kapelle Notre-Dame-des-Bons-Malades